# Rudolf Rolfs
Rudolf Rolfs (* 4. August 1920 in Stettin; † 12. April 2004 in der Toskana) war ein deutscher Satiriker, Schriftsteller und Theaterleiter.

## Leben
Rolfs zog nach dem Zweiten Weltkrieg zunächst mit einer Wanderbühne durch die sowjetische Besatzungszone, bevor er am 9. September 1950 in Frankfurt am Main das Kabarett Die Schmiere gründete, das er bis 1989 leitete. Das laut Eigenwerbung angeblich schlechteste Theater der Welt spielte zunächst im Keller des Steinernen Hauses, bevor es 1959 in das Karmeliterkloster zog. Zu seinen Partnern gehörte Reno Nonsens, mit dem zusammen er sich 1990 mit dem Programm Rolfs und Nonsens räumen das Lager von der Bühne verabschiedete.
In den 1960er Jahren engagierte sich Rolfs in der Ostermarschbewegung. Er nahm an den Märschen teil und hielt unter anderem 1962 eine Rede auf der Frankfurter Abschlusskundgebung.
Rolfs veröffentlichte seine Aphorismen in mehreren Bänden nach Stichworten sortiert. Die Aphorismen im 1980 erschienenen Band  Fragen Sie August Pi! haben eine dialogische Struktur: Die Figur des philosophischen Clowns „August Pi“, die Rolfs bereits zuvor für einige Stücke in der Schmiere erfunden hatte, antwortet satirisch einem ebenso fiktiven Interviewer.
Rolfs wohnte in Frankfurt am Main, Waldacker und Finnland. Seine Tochter ist die Kabarettistin Effi B. Rolfs.
Rudolf Rolfs sagte einmal in einem Fernsehinterview: "Die Zeit ist eine Vase. Es kommt darauf an, ob man Disteln oder Rosen hineinstellt."

## Werke
- Wie finden sie die Schmiere?, (Frankfurt a. M.: Hosch GmbH.)
- Schmiere, das schlechteste Theater der Welt, Frankfurt a. M.: Pionier-Druck & Verl.
- Das müsste verboten werden!, Frankfurt/Main: Olymp-Verl., [1951]
- happy-end?, Frankfurt a. M.: Kunst- u. Werkdruck, 1959
- Die Hand des Josef König, Frankfurt a. M.: Die Schmiere, 1960
- Die Hosenträger, Frankfurt/M.: Die Schmiere, 1962
- Rot, Frankfurt/Main Karmeliterkloster: Die Schmiere, 1963
- Tagebuch eines Nichtschläfers, Frankfurt/M.: Die Schmiere, 1963
- Voller Bauch auf Barrikaden, Frankfurt/M.: Die Schmiere, 1964
- Pamphlete, Frankfurt/M.: Verl. Die Schmiere, 1965
- Stolperdraht für Arglose, Frankfurt/M.: Verl. Die Schmiere, 1965
- Die Katze tritt die Treppe krumm, Frankfurt/M.: Die Schmiere, 1966
- Ich, ein Buhmann, Frankfurt/M.: Röderberg-Verl., 1967
- schlag nach bei rolfs, Frankfurt/M.: Röderberg-Verl., 1967
- Das Bein, und zwar das linke, Ahrensburg, Paris: Damokles-Verlag, 1970
- nackt, Radikale Prosa, Frankfurt (M.): Die Schmiere, 1973
- Pfui!, Rolfs, Rudolf. - Frankfurt/M.: Die Schmiere, [1975 ?]
- Inventur eines Gehirns, Frankfurt/M.: Die Schmiere, 1976[5]
- Wundervolle Scheiss-Liebe!, Frankfurt/M.: Die Schmiere, 1978
- Fragen Sie August Pi! Ein Circus d’esprit mit 1444 Widersprüchen, Frankfurt/M.: Die Schmiere, 1980
- Ich mal ich, Frankfurt/M.: Die Schmiere, 1980
- Körper, Frankfurt/M.: Die Schmiere, 1981
- Fahndungsbuch, Frankfurt/M.: Die Schmiere, 1982
- Feuer, Frankfurt/M.: Die Schmiere, 1983
- Einer hört zu, Rolfs, Rudolf. - Frankfurt/M.: Die Schmiere, [1984]
- Das Abenteuer: "Schmiere", Waldacker [i. e. Frankfurt/M.] : Die Schmiere, 1985
- Freitag, 21 Uhr: Berlevåg, Frankfurt a. M. : Die Schmiere 1985
- Die "X"-Stories, Frankfurt am Main : Die Schmiere, 1987
- Rost im Chrom, Frankfurt am Main : Suhrkamp, 1989
- Die Kunst frei zu leben, Marburg : Görich und Weiershäuser, 2005
- Aphorismen über Lust und Genuss, Marburg: Görich & Weiershäuser, 2009